# Lateolabrax latus
Lateolabrax latus is een  straalvinnige vissensoort uit de familie van Aziatische zaagbaarzen (Lateolabracidae). De wetenschappelijke naam van de soort werd voor het eerst geldig gepubliceerd in 1957 door Katayama.